# Josep Lluís Merlos
Josep Lluís Merlos   (Barcelona, 1961) és un periodista esportiu català vinculat a la informació automobilística des de 1974. Ha treballat a Televisió Espanyola i a TV3, on va dirigir i presentar el programa Motor a fons durant 18 anys, sent també el responsable de les transmissions de Fórmula 1 entre 1997 i 2003.
També ha estat director de la revista Solo Moto, i col·laborador de diverses publicacions, entre les quals destaquen Motociclismo, Moto Verde, Auto Hebdo Sport, Fortuna Sports, F1 Racing, El Periódico de Catalunya, Ara o Sport. La seva activitat a la ràdio passa per emissores a la Cadena SER, Punto Radio Onda Rambla i COM Ràdio. El 2008 va ser productor executiu d'esports de laSexta.
Merlos ha col·laborat a Radio Marca, Catalunya Ràdio i RAC1. La temporada 2009 de Fórmula 1, va torna a ser el comentarista principal de la Fórmula 1 a TV3, al costat de Francesc Rosés, Francesc Latorre i Laia Ferrer, i el comentarista tècnic Joan Villadelprat. Fins al 2014 que, juntament amb Joan Villadelprat, va passar a narrar la Fórmula 1 en castellà al canal de pagament Movistar +. El 2017 va deixar el motor per tornar al futbol i, actualment, és l'encarregat de narrar els partit de la Lliga espanyola i de la Copa del Rei en obert al canal Gol.